# Петровец, Владимир Романович
Владимир Романович Петровец (07.10.1946, п. Чагда Учурского района Якутской АССР) — белорусский учёный в области механизации сельского хозяйства, доктор технических наук, профессор.

## Биография
Родился 7 октября 1946 г. в п. Чагда Учурского района Якутской АССР. Начальное образование получил в школе-интернате. В 1961 г. с родителямим переехал в Белоруссию. В 1965 г. окончил среднюю школу № 7 г. Жлобина.
С 1965 по 1970 г. обучался в Белорусской сельскохозяйственной академии на факультете механизации сельского хозяйства, инженер-механик.
В 1970 г. направлен по распределению в Казахстан инженером на Майкудукскую птицефабрику.
В ноябре 1970 г. призван в Армиию.
В январе 1972 г. уволился в запас и был принят на работу в Горецкое районное объединение «Сельхозтехника» начальником обменного пункта.
С декабря 1972 г. младший научный сотрудник научно-исследовательской лаборатории при кафедре сельскохозяйственных машин БСХА. В декабре 1974 г. поступил в заочную аспирантуру, научный руководитель доктор технических наук профессор С. И. Назаров.
С 1975 г. старший научный сотрудник той же лаборатории. В 1979 г. окончил аспирантуру. В 1982 г. защитил кандидатскую диссертацию на тему «Допосевное ленточное внесение минеральных удобрений сошниками на упругих стойках».
С 1982 г. заведующий отделом механизации и технологии производства сельскохозяйственной продукции, а с октября 1986 г. назначен директором сельскохозяйственной опытной станции при БСХА. В 1982—1983 гг. за разработку, исследования и внедрение в сельскохозяйственное производство Могилевской области модернизированной зернотуковой сеялки был удостоен премии Ленинского комсомола Могилевской области.
С 1980 по 1986 г. за научные разработки и внедрение их в сельскохозяйственное производство, представленные на Выставке достижений народного хозяйства (ВДНХ), награжден золотой, двумя серебряными и одной бронзовой медалями. Кроме того, в 1986 г. был награжден почетным знаком «Изобретатель СССР» и медалью «За трудовое отличие».
С 1987 г. старший преподаватель кафедры внедрения интенсивных технологий. Одновременно по совместительству работал директором опытной станции.
С 1990 г. доцент кафедры технологии и организации механизированных работ в растениеводстве (ТОМРР).
С 1993 г. директор опытной станции и по совместительству доцент кафедры ТОМРР.
В 1994 г. в Москве во Всесоюзном институте механизации (ВИМ) защитил докторскую диссертацию «Технологические и технические решения проблемы совмещения операций при внутрипочвенном внесении минеральных удобрений и посеве зерновых культур в условиях Республики Беларусь».
В 1997 г. избран заведующим кафедрой механизации и практического обучения, которая впоследствии была на 90 % укомплектована его учениками (с 2017 г. кафедра механизации растениеводства и практического обучения). В 1999 г. решением Высшей аттестационной комиссии Республики Беларусь присвоено ученое звание профессора.
Создал научную школу по проблеме разработки научных основ энерго-ресурсосберегающих технологий и машин для возделывания и уборки основных сельскохозяйственных культур. По этой теме защищены 9 кандидатских и 1 докторская диссертации.
Автор более 400 научных работ, в том числе 98 авторских свидетельств и патентов СССР, ЧССР, НРБ, ГДР и Республики Беларусь. В 1994 г. совместно с Кировоградским ПКИ поставлена на производство сеялка зернотуковая СЗ-3, 6А-0,8, в конструкции которой использованы авторское свидетельство СССР № 1027852, патенты ГДР ДД 230410АЗ, ЧССР № 348-83, НРБ № 69213. Впервые за всю историю академии были получены патенты трех иностранных государств.
В 1996 г. на Белорусской МИС успешно прошла приемочные государственные испытания шлифовально-колибровальная машина ШКМ-0,8, которая была внедрена в производство на объединении «Сортсемовощ» г. Могилева.
Кафедра в период с 1997 по 2017 г. внесла значительный практический вклад в технологии возделывания и уборки урожая зерновых, зернобобовых и других культур в хозяйствах Горецкого района, а также РУП «Учхоз БГСХА».
В 2013 г. награжден дипломом лауреата премии Национальной академии наук Республики Беларусь.
В. Р. Петровец является председателем совета по защите докторских и кандидатских диссертаций Д 05.30.02, на котором защищены 1 докторская и 9 кандидатских диссертаций.
За научные достижения, пропаганду научных разработок и передового опыта Указом Президента Республики Беларусь в 2016 г. награжден медалью Франциска Скорины.

## Научная школа

### Доктор технических наук
Клименко Владимир Иванович. Ресурсоэффективная технология и средства механизации возделывания картофеля. Рязань, 2006. Горки, 2017.

### Кандидаты технических наук
1. Блажински Гжегож (Польша). Внесение сыпучих минеральных удобрений штанговым распределителем с гибким шнеком. Горки,1984.
2. Стемпиньски Ежи (Польша). Внесение минеральных удобрений штанговым рабочим органом при интенсивной технологии возделывания зерновых. Горки, 1991.
3. Ильин Владимир Иванович. Посев сельскохозяйственных культур сеялкой с однодисковыми сошниками и опорно-прикатывающими катками. Горки, 1991.
4. Клименко Владимир Иванович. Обработка семенного картофеля защитно-стимулирующими препаратами в лотковой камере протравливания. Горки, 1993.
5. Доминго Эбанг Нсанг (Экваториальная Гвинея). Внутрипочвенное внесение минеральных удобрений комбинированным агрегатом с усовершенствованным выравнивателем и уплотнителем. Горки, 1993.
6. Гайдуков Владимир Андреевич. Повышение качества посева зерновых культур сошниковой группой с распределителем и прикатыванием семян по ленте. Горки, 1998.
7. Лабурдов Олег Петрович. Повышение эффективности припосевного внесения минеральных удобрений комбинированными сошниками с разновеликими дисками. Горки, 2002.
8. Райлян Геннадий Антонович. Повышение эффективности раздельной уборки льна с применением двухбарабанного обмолачивающего устройства с эластичной рифленой поверхностью. Горки, 2006.
9. Подшиваленко Игорь Леонович. Повышение равномерности внесения жидких органических удобрений обоснованием параметров штанговой распределяющей системы. Горки, 2006.

## Монографии
- Петровец, В. Р. Славянская технология и машины для возделывания картофеля: монография / В. Р. Петровец, В. И. Клименко, Н. В. Чайчиц. — Горки: БГСХА, 2008. — 193 с.
- Машины для внесения минеральных удобрений: монография / Л. Я. Степук, В. Р. Петровец, Н. И. Дудко. — Горки: БГСХА, 2010. — 241 с.
- Технологии и машины для внесения минеральных удобрений: монография / Л. Я. Степук, В. Р. Петровец, Н. И. Дудко. — Горки: БГСХА, 2010. — 257 с.
- Интенсивные технологии механизированной заготовки кормов из трав и силосных культур: монография / В. Р. Петровец, И. И. Пиуновский. — Горки: БГСХА, 2012. — 300 с.
- Машины и рабочие органы для химизации земледелия: монография / Л. Я. Степук, В. Р. Петровец, Н. И. Дудко. — Горки: БГСХА, 2013. — 351 с.
- Машины для уборки трав и силосных культур: монография / В. Р. Петровец, И. И. Пиуновский. — Горки: БГСХА, 2014. — 436 с.
- Посев зерновых культур дисковыми сошниками с усеченно-конусными бороздообразователями-уплотнителями: монография / В. Р. Петровец, С. В. Авсюкевич, Н. И. Дудко. — Горки: БГСХА, 2015. — 212 с.
- Машины для уборки трав и силосных культур (теория и расчет рабочих органов): монография / В. Р. Петровец, И. И. Пиуновский, Н. И. Дудко. — Горки: БГСХА, 2016. — 325 с.
- Инновационные разработки дисковых сошни-ков для посевных агрегатов: монография / В. Р. Петровец, Н. И. Дудко, Д. В. Греков, С. В. Курзенков. — Горки: БГСХА, 2019. — 316 с.

## Учебные пособия
1. Петровец, В. Р. Современные почвообрабатывающие машины: учеб. пособие / В. Р. Петровец, А. С. Добышев. — Минск: Ураджай, 1987. — 125 с.
2. Петровец, В. Р. Сельскохозяйственные машины. Устройство и эксплуатация почвообрабатывающей техники: учеб. пособие / В. Р. Петровец, А. С. Добышев. — Минск: Ураджай, 1998. — 53 с.
3. Петровец, В. Р. Сельскохозяйственные машины: учеб. пособие / В. Р. Петровец, Н. В. Чайчиц. — Минск: Ураджай, 2002. — 268 с.
4. Петровец, В. Р. Современные технологии и машины для возделывания сельскохозяйственных культур: учеб. пособие / В. Р. Петровец, Н. В. Чайчиц. — Горки: БГСХА, 2008. — 184 с.
5. Петровец, В. Р. Технологии и машины для посева и уборки гречихи: учеб. пособие / В. Р. Петровец, М. Е. Николаев. — Горки: БГСХА, 2012. — 74 с.
6. Петровец, В. Р. Основы технологий и механизации сельскохозяйственного производства: учеб. пособие / В. Р. Петровец, И. И. Пиуновский, Н. И. Дудко. — Горки: БГСХА, 2017. — 239 с.
7. Петровец, В. Р. Основы технологий сельскохозяйственного производства. Технологии и машины для уборки трав и кукурузы: учеб. пособие / В. Р. Петровец. — Горки: БГСХА, 2017. — 427 с.
8. Дудко, Н. И. Правила и безопасность дорожного движения. Дорожные условия и их влияние на безопасность движения транспортных средств: учеб. — метод. пособие / Н. И. Дудко, В. Р. Петровец. — Горки: БГСХА, 2019. — 252 с.
9. Дудко, Н. И. Правила и безопасность дорожного движения. Эксплуатационные свойства механических транспортных средств и основы их управления: учеб. — метод. пособие / Н. И. Дудко, В. Р. Петровец. — Горки: БГСХА, 2019. — 232 с.

## Практические пособия
1. Петровец, В. Р. Управление сельскохозяйственной техникой: практ. пособие / В. Р. Петровец, В. А. Гайдуков, Н. В. Чайчиц. — Москва: Изд-во деловой и учебной литературы, 2008. — 184 с.
2. Петровец, В. Р. Технологический процесс, настройка, регулировка и контроль качества работы зерноуборочных комбайнов: практ. пособие / В. Р. Петровец, Н. И. Дудко, В. Л. Самсонов. — Горки: БГСХА, 2012. — 56 с.
3. Технологический процесс, настройка, регулировки и оценка качества работы машины для внесения удобрений: практ. пособие / В. Р. Петровец [и др.]. — Горки: БГСХА, 2012. — 42 с.
4. Технологии и машины для посадки картофеля и междурядной обработки пропашных культур: практ. пособие / В. Р. Петровец [и др.]. — Горки: БГСХА, 2012. — 44 с.
5. Технологический процесс, настройка, регулировки и оценка качества работы машины для защиты растений: практ. пособие / В. Р. Петровец [и др.]. — Горки: БГСХА, 2013. — 32 с.

## Рекомендации по производству
1. Петровец, В. Р. Машины и рабочие органы для раздельной уборки льна: рекомендации / В. Р. Петровец, Г. А. Райлян. — Минск, 2003. — 44 с.
2. Клименко, В. И. Экологичные и принципиально новые технологии выращивания пропашных и зерновых культур: рекомендации / В. И. Клименко, В. Р. Петровец. — Гомель, 2008. — 18 с.
3. Петровец, В. Р. Современные технологии и машины для уборки льна: рекомендации / В. Р. Петровец, Н. В. Чайчиц. — Горки, 2008. — 29 с.
4. Степук, Л. Я. Качественное и эффективное внесение минеральных удобрений: рекомендации / Л. Я. Степук, В. Р. Петровец, Н. И. Дудко. — Горки: БГСХА, 2016. — 12 с.
5. Петровец, В. Р. Качественное внесение минеральных и органических удобрений: рекомендации / В. Р. Петровец, Л. Я. Степук, Н. И. Дудко. — Горки: БГСХА, 2018. — 24 с.

## Основные публикации
1. Степук, Л. Я. Энергосбережение: виртуальность и реалии / Л. Я. Степук, В. Р. Петровец // Белорусская Нива. — 2008. — 11 марта. — С. 12.
2. Обоснование параметров и формы технологической комбинированной перегородки двухблочного пчелиного улья / В. Р. Петровец [и др.] // Вестн. Белорус. гос. с.-х. акад. — 2012. — № 3. — С. 140—149.
3. Степук, Л. Я. Агроинженерная наука — производству / Л. Я. Степук, В. Р. Петровец // Вестн. Белорус.гос. с.-х. акад.-2013.-№ 3. -С. 144—153.
4. Петровец,В. Р. Научные школы и инновационные агроинженерные разработки ученых БГСХА / В. Р. Петровец, В. И. Клименко // Вес. Нац. акад. навук Беларусi. −2015.-№ 3. -С. 48-54.
5. Петровец, В. Р. Оценка эффективности работы экспериментального двухдискового сошника с усеченно-конусными ребордами-бороздообразователями / В. Р. Петровец,С. В. Авсюкевич,Н. И. Дуд-ко//Вес. Нац. акад. навук Беларусi. −2016.-№ 1. -С. 95-103.
6. Комбинированный однодисковый сошник с симметрично расположенными двухсторонними ребордами-бороздкообразователя-миинулевым углом атаки / В. Р. Петровец [и др.] // Вестн. Белорус.гос.с.-х.акад.-2016.-№ 3. -С. 137—139.
7. Классификация дисковых сошников по технологическими конструктивным параметрам / В. Р. Петровец [идр.] // Вес. Нац. акад. навук Беларуci. — 2017.-№ 2. -С. 100—107.
8. Степук, Л. Я. Недобор и потери урожая как следствие наличия проблем в сфере техническогообеспечениясельскогохозяйства / Л. Я. Степук, В. Р. Петровец, И. В. Барановский // Вестн. Белорус. гос.с.-х. акад. −2017.-№ 2. -С.132-137.
9.Математическая модель пахотного слоя как сплошной сыпучей среды, сжимаемой и способной к самоорганизации при ее обработке / В. Р. Петровец [идр.] // Вестн. Белорус.гос.с.-х. акад.-2017.-№ 4.-С. 156—159.
10.К вопросу создания инновационных конструкций и технологических схем сошников для посевных агрегатов / В. Р. Петровец [идр.] // Вестн. Белорус.гос.с.-х. акад.-2017.-№ 4. -С.165-169.
11.Петровец,В. Р. Результаты полевых исследований дражированных семян гречихи органическими удобрениями на основе гуминовых кислот с обоснованием конструкторско-технологических параметров центробежного дражиратора с лопастным отражателем / В. Р. Петровец, Д. А. Михеев // Вес. Нац. акад. навук Беларусi. −2018.-№ 3. -С. 357—365.
12. Современные тенденции в развитии конструкции и технологических схем дисковых сошников / В. Р. Петровец [и др.] // Вес. Нац. акад. навук Беларусi. — 2018.-№ 1. — С. 87-98.